# Jennifer Martens
Jennifer Martens (Brema, 26 agosto 1990) è una calciatrice tedesca, di ruolo portiere, svincolata da luglio 2017.

## Carriera

### Club
Jennifer Martens si avvicina al calcio fin da giovane, tesserandosi con l'ATSV Sebaldsbrück dove rimane fino ai 17 anni d'età.
Dalla stagione 2007-2008 si trasferisce al Verder Brema, società con la quale rimane cinque stagioni e condivide la sua ascesa dalla Verbandsliga Bremen, quarto livello del campionato tedesco, alla 2. Frauen-Bundesliga nelle prime tre.
Nell'estate 2014 sottoscrive un accordo con il neopromosso Herforder per giocare in Frauen-Bundesliga la stagione entrante. Inserita in rosa come riserva non riesce però a trovare spazio non venendo impiegata in nessun incontro del campionato.
Durante il calciomercato estivo 2015 ritorna al Verder Brema, che al termine della stagione precedente aveva anch'esso ottenuto la promozione in Bundesliga, dandole l'occasione di giocare nuovamente al vertice del campionato tedesco di categoria. Con le compagne condivide il raggiungimento dei quarti di finale di DFB-Pokal der Frauen ma non riesce ad impedire la retrocessione a fine campionato.
Nell'estate 2016 formalizza il suo passaggio al Wolfsburg detentore della Coppa di Germania che le offre il posto di terzo portiere della squadra; pur non venendo mai impiegata in tutto il campionato condivide la vittoria della Frauen-Bundesliga 2016-2017 e della DFB-Pokal der Frauen 2016-2017.

## Palmarès

### Club

#### Titoli nazionali
- Campionato tedesco: 1

Wolfsburg : 2016-2017
- Coppa di Germania: 1

Wolfsburg : 2016-2017